# DHL Fastest Lap Award
Le DHL Fastest Lap Award est un trophée annuel remis au pilote de Formule 1 qui a accompli le plus grand nombre de meilleurs tours en course au cours de la saison. Décerné depuis 2007, c'est le premier trophée qui récompense cette performance depuis la création du championnat du monde en 1950. Selon Bernie Ecclestone, ce trophée récompense « les deux choses qui font la Formule 1 : la vitesse et l'organisation. »
La récompense porte le nom de DHL, entreprise postale allemande partenaire de la Formule 1. Ken Allen, chief executive officer de DHL, déclare : « Un meilleur tour en course est toujours un défi. Pour le réussir, il faut allier vitesse, précision et esprit d'équipe, trois qualités premières de l'activité de DHL. »

## Historique
En cas d'égalité entre deux pilotes qui ont réalisé le même nombre de meilleurs tours en course, on compare le nombre de deuxièmes meilleurs tours, et ainsi de suite jusqu'à ce qu'il y ait un vainqueur.
En 2007, année de création du trophée, il y a égalité entre Kimi Räikkönen et Felipe Massa qui ont réalisé chacun six meilleurs tours en course au cours de la saison. Ils ont aussi chacun deux deuxièmes meilleurs tours à leur actif et Räikkönen devance finalement Massa au nombre de troisièmes meilleurs tours (trois contre deux). Le Finlandais est le premier pilote à avoir gagné le DHL Fastest Lap Award et terminé champion du monde la même année. En 2008, Räikkönen remporte pour le trophée pour la deuxième fois consécutive en établissant un total de dix meilleurs tours, devant Massa qui en compte trois.
En 2009, les deux pilotes Red Bull Racing Sebastian Vettel et Mark Webber réalisent chacun trois meilleurs tours en course. Vettel remporte le trophée grâce à un nombre plus élevé de deuxièmes meilleurs tours, après avoir réalisé le meilleur tour décisif dans l'avant-dernier tour du dernier Grand Prix.
En 2010, Fernando Alonso et Lewis Hamilton obtiennent chacun cinq meilleurs tours ; Alonso l'emporte à la faveur du plus grand nombre de deuxièmes places.
En 2011, Mark Webber remporte le trophée avant même la dernière course de la saison au Brésil et réalise sept meilleurs tours en course en dix-neuf épreuves, loin devant Hamilton, Vettel et Jenson Button (trois chacun),.
En 2012, Sebastian Vettel, champion du monde, obtient cette distinction honorifique, comme Räikkönen en 2007. Il réalise six meilleurs tours, devant Räikkönen, Button et Nico Rosberg,. En 2013, Vettel remporte pour la troisième fois cette distinction ; il réalise sept meilleurs tours, deux de plus que son coéquipier Webber qui en a établi cinq.

## Palmarès
| Saisons | Pilotes          | Écuries          | Nombres de meilleurs tours |
| ------- | ---------------- | ---------------- | -------------------------- |
| 2007    | Kimi Räikkönen   | Ferrari          | 6                          |
| 2008    | Kimi Räikkönen   | Ferrari          | 10                         |
| 2009    | Sebastian Vettel | Red Bull-Renault | 3                          |
| 2010    | Fernando Alonso  | Ferrari          | 5                          |
| 2011    | Mark Webber      | Red Bull-Renault | 7                          |
| 2012    | Sebastian Vettel | Red Bull-Renault | 6                          |
| 2013    | Sebastian Vettel | Red Bull-Renault | 7                          |